# Chrysoporthella hodgesiana
Chrysoporthella hodgesiana är en svampart som beskrevs av Gryzenh. & M.J. Wingf. 2004. Chrysoporthella hodgesiana ingår i släktet Chrysoporthella och familjen Cryphonectriaceae.   Inga underarter finns listade i Catalogue of Life.